# André Lemelin
André Lemelin est un conteur et écrivain québécois né à Senneterre en 1958.

## Biographie
Né en Abitibi-Témiscamingue 1958, André Lemelin déménage à Québec, où il complète un baccalauréat en arts plastiques à l'Université Laval,. Il complète une maîtrise en philosophie à l'Université du Québec à Montréal en 1990, laquelle porte sur le théâtre de Michel de Ghelderode.
Depuis les années 1990, Lemelin s'implique dans la communauté des conteurs et conteuses du Québec. Il s'intéresse d'abord au conte urbain (Cinq couleurs et autres histoires, Hold-up : contes du Centre-Sud) avant de s'intéresser aux contes « en soi ». Pour Lemelin, le conte est un canevas sur lequel broder en fonction de l'auditoire.
André Lemelin est un membre actif du Regroupement du conte au Québec et de l'Union des écrivaines et écrivains du Québec.

## Implications
André Lemelin fonde en 1995, avec Tony Tremblay, la revue Exit. En 1997, il fonde la maison d'édition Planète rebelle, « une maison dédiée à l'oralité. » La maison d'édition se spécialise dans l'édition de livres accompagnés de disques compacts, ce qui lui permet de joindre l'oralité à la littérature. En 2002, Lemelin se départ de la maison d'édition, qui est rachetée par la journaliste Marie-Fleurette Beaudoin,.
En 1998, Jean-Marc Massie et André Lemelin fondent Les Dimanches du contes au Sergent Recruteur. Pour l'enseignant au collégial et conteur Ronald Larocque, Les Dimanches du contes marque le moment à partir duquel « le renouveau du conte s'est mis à mousser au Québec. » Lemelin organisait à la même période des représentations chez lui, connues sous le nom des Mardis-Gras. Toujours en 1998, Massie et Lemelin créent les Productions du Diable vert, un organisme à but non lucratif dont l'objectif est la promotion du conte par l'entremise d'activités (ateliers, spectacles, formation, etc.).
En 2010, André Lemelin et Jean-Marc Massie reçoivent le prix Jocelyn Bérubé, prix décerné chaque année depuis 2006 à un conteur ou une conteuse afin de souligner « son implication en tant que forgeron d'histoires et portageuse de la mémoire collective. »
Sonia Robertson et André Lemelin fondent, en 2011, le Festival de contes et légendes Ataluka. Le Festival est porté par la Fondation Kamishkak'Arts et met de l'avant l'imaginaire culturel des Nations autochtones.

### Contes
- Cinq couleurs et autres histoires, Montréal, Planète rebelle, 1997, 160 p.  (ISBN 2-9805796-0-2)

- Hold-up : contes du Centre-Sud, Montréal, Planète rebelle, 1999. (ISBN 2-9805796-8-8)

- Jos Gallant et autres contes inventés de l'Abitibi, Montréal, Planète rebelle, 2004 (1ère ed. en 1998). (ISBN 9782922528442)

### Littérature jeunesse
- Les aventures de Pollux et d'Optimus. Volume 1, Le château noir, illustrations de Sophie Bédard, Montréal, Planète rebelle, 2016, 64 p.  (ISBN 9782924174715)
- Les aventures de Polux et d'Optimus. Volume 2, Sinistra, la reine des sorcières, illustrations de Sophie Bédard, Montréal, Planète rebelle, 2016, 84 p.  (ISBN 9782924797068)